# شاكر توفيق السكافي
شاكر توفيق السكافي، طبيب عراقي، ولد عام 1333هـ /9 شباط 1915م، في مدينة النجف، ولقد نشأ وتربى في النجف ودرس في مدارسها وكان من الأوائل على أقرانهِ، وبعد تخرجهِ من الإعدادية التحق بالكلية الطبية الملكية ببغداد، وتخرج منها في الدورة التاسعة عام 1941، ثم سافر لدراسة الطب في جامعات الولايات المتحدة الأمريكية، وحصل على شهادة تخصص في الصحة العامة من الولايات المتحدة عام 1954، وبعد رجوعهِ إلى العراق شغل مناصب إدارية وصار رئيسا لمديرية الصحة في الديوانية وكربلاء والعمارة، ثم نقل إلى محافظة البصرة، ولهُ بحوث علمية طبية منوعة باللغتين العربية والإنكليزية. وفي عام 1969 نقل إلى بغداد، وشغل منصب مفتش في وزارة الصحة ثم أحيل على التقاعد. وبعد وفاتهِ ونظرا لمساهماتهِ العديدة في مجال الطب ونشر التوعية الصحية أطلق أسمه على إحدى الردهات في مستشفى البصرة التعليمي تخليداً لذكراه.

## أهم إنجازاته
كانت لهُ عدة أعمال وفعاليات مهمة في مجال الصحة في عدة محافظات عراقية، ومنها في محافظة البصرة حيث خدم فيها أربعة عشر سنة من عام 1955 حتى عام 1969 وخلال تلك السنين عمل على توسيع المباني والمستشفيات وكالآتي:
- شيد بناية رئاسة الصحة، وأسس مدرسة للتمريض، ومدرسة لتخريج المضمدين.
- أنشأ دوراً سكنية لأيواء الأطباء المقيمين في البصرة.
- شيد قسماً داخلياً خاص بالممرضات في البصرة.
- أنشأ العديد من المستشفيات في القرى والأرياف ونواحي البصرة كبناء مستشفى للأطفال في العشار وتوسيع مستشفى أبي الخصيب.
- أسس مركز رعاية الأمومة والطفولة والولادة في منطقة الزبير.
- بنى مستشفى الأمراض الصدرية في منطقة الزبير لعلاج مرض السل الرئوي، وكذلك أنشأ مستوصف للأمراض الصدرية في العشار.
- شيد العشرات من المستوصفات الطبية والمستشفيات في قرى ونواحي مدينة البصرة.
- أنشأ فرقة خاصة بالصحة القروية المتنقلة في أهوار البصرة وبراريها ودعم فعاليات السيطرة على الأمراض المتوطنة كالملاريا والبلهارزيا.
- يعتبر أول من أنشأ الفرق المتنقلة لطبابة الأسنان.
- وسع عمل وحدة الأشعة الجماعية المتنقلة للتحري عن مرض التدرن الرئوي.
- أنشأ فرق متجولة للتوعية الصحية ومنها السينما الصحية المتجولة.
- شارك في تخطيط وإنشاء المستشفى التعليمي وكلية الطب في محافظة البصرة.

## وفاته
توفى الطبيب شاكر الاسكافي في عقد الثمانينات في بغداد.